# Everson, Pennsylvania
Everson är ett borough i Fayette County i delstaten Pennsylvania i USA. Vid 2010 års folkräkning hade Everson 793 invånare.